# Episodi di Hernán
La prima e unica stagione della serie televisiva Hernán, composta da 8 episodi, è stata distribuita su Prime Video il 21 novembre 2019, e successivamente trasmessi su TV Azteca dal 24 novembre al 15 dicembre.
| nº | Titolo originale | Pubblicazione    |
| -- | ---------------- | ---------------- |
| 1  | Marina           | 21 novembre 2019 |
| 2  | Olid             | 21 novembre 2019 |
| 3  | Xicotencatl      | 21 novembre 2019 |
| 4  | Bernal           | 21 novembre 2019 |
| 5  | Moctezuma        | 21 novembre 2019 |
| 6  | Alvarado         | 21 novembre 2019 |
| 7  | Sandoval         | 21 novembre 2019 |
| 8  | Hernán           | 21 novembre 2019 |

## Marina
- Diretto da: Norberto López Amado
- Scritto da: Curro Royo

## Olid
- Diretto da: Julián de Tavira
- Scritto da: María Jaén

## Xicotencatl
- Diretto da: Norberto López Amado
- Scritto da: María Jaén e Julián de Tavira

## Bernal
- Diretto da: Norberto López Amado
- Scritto da: María Jaén

## Moctezuma
- Diretto da: Norberto López Amado
- Scritto da: Curro Royo

## Alvarado
- Diretto da: Julián de Tavira
- Scritto da: María Jaén

## Sandoval
- Diretto da: Álvaro Ron
- Scritto da: María Jaén e Curro Royo

## Hernán
- Diretto da: Norberto López Amado
- Scritto da: Curro Royo e Julián de Tavira